# (5559) Beategordon
(5559) Beategordon es un asteroide perteneciente al cinturón de asteroides descubierto el 27 de junio de 1990 por Eleanor F. Helin desde el Observatorio del Monte Palomar, Estados Unidos.

## Designación y nombre
Designado provisionalmente como 1990 MV. Debe su nombre a Beate Sirota Gordon, una austriaco-estadounidense responsable de la inclusión de los derechos de la mujer en la constitución japonesa.

## Características orbitales
Beategordon está situado a una distancia media del Sol de 2,385 ua, pudiendo alejarse hasta 2,933 ua y acercarse hasta 1,837 ua. Su excentricidad es 0,229 y la inclinación orbital 11,31 grados. Emplea 1345,65 días en completar una órbita alrededor del Sol.

## Características físicas
La magnitud absoluta de Beategordon es 12,7. Tiene 7,621 km de diámetro y su albedo se estima en 0,277. 